# MTV Video Music Award - MTV2 Award
Ce prix récompense le meilleur clip d'un artiste MTV2. MTV2 étant la chaîne rock/hard rock de MTV, il s'agit en fait de récompenser le meilleur clip hard rock de l'année. Le prix n'est plus décerné depuis 2006.
Voici la liste des gagnants dans cette catégorie aux MTV VMA's depuis 2001, année de création de la catégorie.
| Année | Artiste                | Video                    |
| ----- | ---------------------- | ------------------------ |
| 2001  | Mudvayne               | "Dig"                    |
| 2002  | Dashboard Confessional | "Screaming Infidelities" |
| 2003  | AFI                    | "Girl's Not Grey"        |
| 2004  | Yellowcard             | "Ocean Avenue"           |
| 2005  | Fall Out Boy           | "Sugar, We're Goin Down" |
| 2006  | Thirty Seconds to Mars | "The Kill"               |